# Oda Nobutada
Oda Nobutada (織田信忠 (Chức Điền Tín Trung) 1557–21 tháng 6, 1582) là con trai trưởng của Oda Nobunaga, và là một samurai trải qua nhiều trận đánh trong thời đại Sengoku. Ông chỉ huy quân đội dưới quyền cha mình trong những trận chống lại Matsunaga Hisahide và gia tộc Takeda.
Năm 1582, cha ông bị buộc phải tự sát khi một viên tướng của mình, Akechi Mitsuhide, phản bội ông (xem Sự kiện chùa Honnōji). Nobutada chạy đến lâu đài Azuchi, nơi ông bị quân đội của Akechi buộc phải tự sát.

## Gia đình
- Oda Nobuhide – Ông nội
- Oda Nobunaga – Cha
- Oda Hidenobu – Con trưởng
- Matsuhime – vợ (con gái của Takeda Shingen)